# Breitenau (Bad Rodach)
Breitenau ist ein Stadtteil der oberfränkischen Stadt Bad Rodach im Landkreis Coburg.

## Geographie
Das Straßendorf Breitenau liegt etwa zwölf Kilometer nordwestlich von Coburg an der breiten Aue unmittelbar südlich des etwa 345 Meter hohen Fuchsberges. Auf einem ansteigenden Hügelrand stehen die Kirche und der benachbarte Gutshof.

## Geschichte
Breitenau besteht spätestens seit dem 9. Jahrhundert, dürfte aber wahrscheinlich früher entstanden sein. Die erste schriftliche Erwähnung war in einer Urkunde vom 6. Februar 1231 in der Breitenau als „Breitenowe“ genannt wurde. Ulrich III. von Callenberg verkaufte damals den Ort an das Hochstift Würzburg.

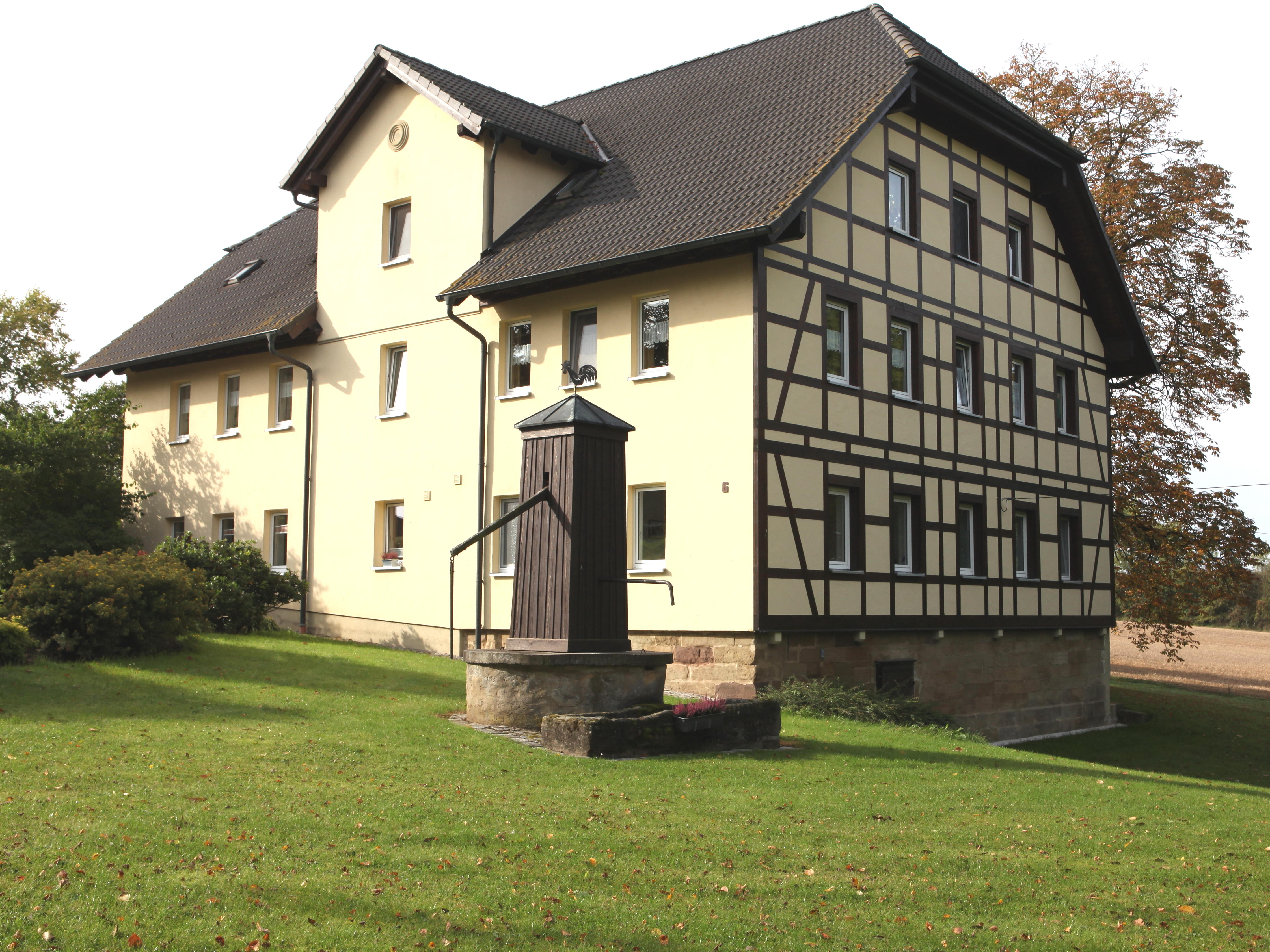
Ehemaliges Rittergutshaus

Eng verbunden mit der Geschichte des Dorfes ist die des Rittergutes, das 1289 erstmals erwähnt wurde, als  Markgraf Hermann es dem Vogt Christian zu Coburg schenkte. Die Herren des Rittergutes neben der Kirche wechselten in den folgenden Jahrhunderten öfters. Sie waren Kirchenpatrone und Dorfherren mit eigener Gerichtsbarkeit. Eigentümer war unter anderem von 1911 bis 1951 die Familie Fromm mit Kurt Wilhelm Fromm als Leiter des Anwesens.
1353 kam der Ort mit dem Coburger Land im Erbgang zu den Wettinern und war somit ab 1485 ein Teil des Kurfürstentums Sachsen, aus dem später das Herzogtum Sachsen-Coburg hervorging.
Im Dreißigjährigen Krieg plünderten kaiserliche Truppen unter General Graf Lamboy das Dorf. Im Jahr 1618 hatte Breitenau noch 100 Einwohner und 20 Häuser. 1650 lag der Ort wüst, 1693 gab es wieder 46 Einwohner.
1464 wurde Breitenau, das zuvor zur Pfarrei Oettingshausen beziehungsweise zur Urpfarrei Heldburg gehört hatte, selbstständige Pfarrei. 1873 erfolgte eine Vereinigung mit der Pfarrei Großwalbur, die 1999 nach einem neuen Zusammenschluss mit der Pfarrei Gauerstadt endete.
1752 wurde ein Haus im Dorf für den Schulunterricht gemietet, 1785 folgte der Bau eines Schulhauses. 1865 wurde ein Neubau eingeweiht und 1964 die Schule aufgelöst.
Eine Feuerwehr bekam der Ort im Jahr 1874. Seit 1892 besteht mit dem etwa zwei Kilometer entfernten Bahnhof in Großwalbur an der Bahnstrecke Coburg–Bad Rodach ein Anschluss an das Eisenbahnnetz.
In einer Volksbefragung am 30. November 1919 stimmten sieben Breitenauer Bürger für den Beitritt des Freistaates Coburg zum thüringischen Staat und 42 dagegen. Somit gehörte ab dem 1. Juli 1920 Breitenau zum Freistaat Bayern.
Im Ersten Weltkrieg verloren sieben und im Zweiten Weltkrieg vierzehn Breitenauer ihr Leben. Denkmäler für die Gefallenen stehen bei der Kirche. 1923 wurde der Ort an das Stromnetz angeschlossen.
Am 1. Mai 1978 wurde Breitenau nach Rodach bei Coburg eingemeindet.
Im Jahr 1995 wurde das in Breitenau ansässige Unternehmen Schink, Blechbearbeitung und Metallbau, gegründet, das knapp 50 Mitarbeiter (Stand: 2017) hat.

## Einwohnerentwicklung
| Jahr | Einwohnerzahl |
| ---- | ------------- |
| 1445 | 20            |
| 1618 | 100           |
| 1693 | 46            |
| 1765 | 143           |
| 1856 | 188           |
| 1885 | 163           |
| 1910 | 145           |
| 1933 | 173           |
| 1939 | 136           |
| 1949 | 260           |
| 1970 | 204           |
| 2004 | 196           |

## Kirche

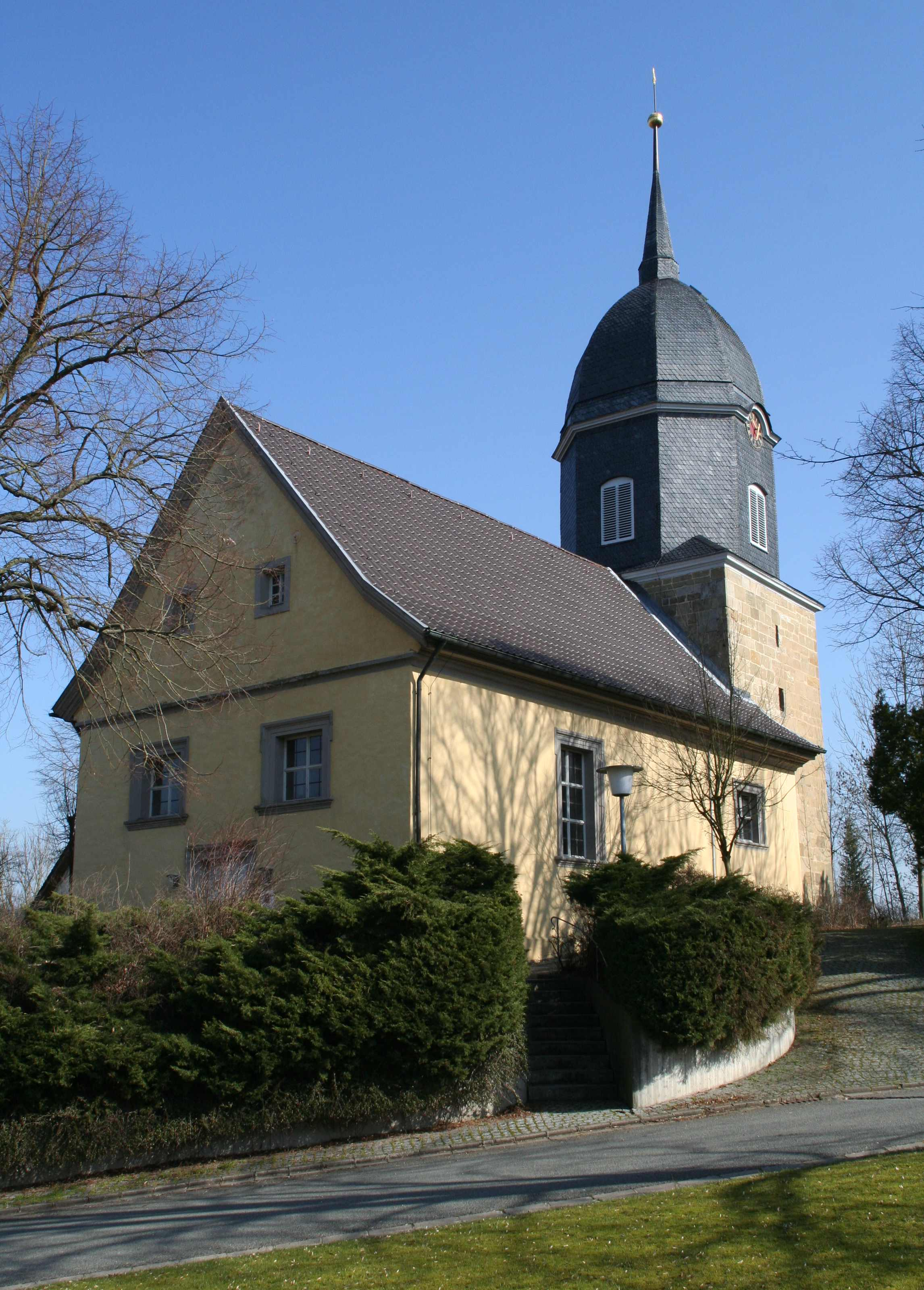
Marienkirche

Die evangelisch-lutherische Marienkirche stammt in ihrem Kern von einem Gotteshaus, das 1298 erbaut wurde. Im späten 17. oder frühen 18. Jahrhundert entstand der heutige Satteldachbau. Markant ist der 32 Meter hohe Kirchturm mit einer runden, schiefergedeckten Kuppel.